# Albert Werner-Schwarzburg
Albert Werner-Schwarzburg (* 14. Oktober 1857 als Albert Werner in Gösselborn, Fürstentum Schwarzburg-Sondershausen; † 28. Dezember 1911 in Breslau, Provinz Schlesien) war ein deutscher Bildhauer und Bildschnitzer.

## Leben

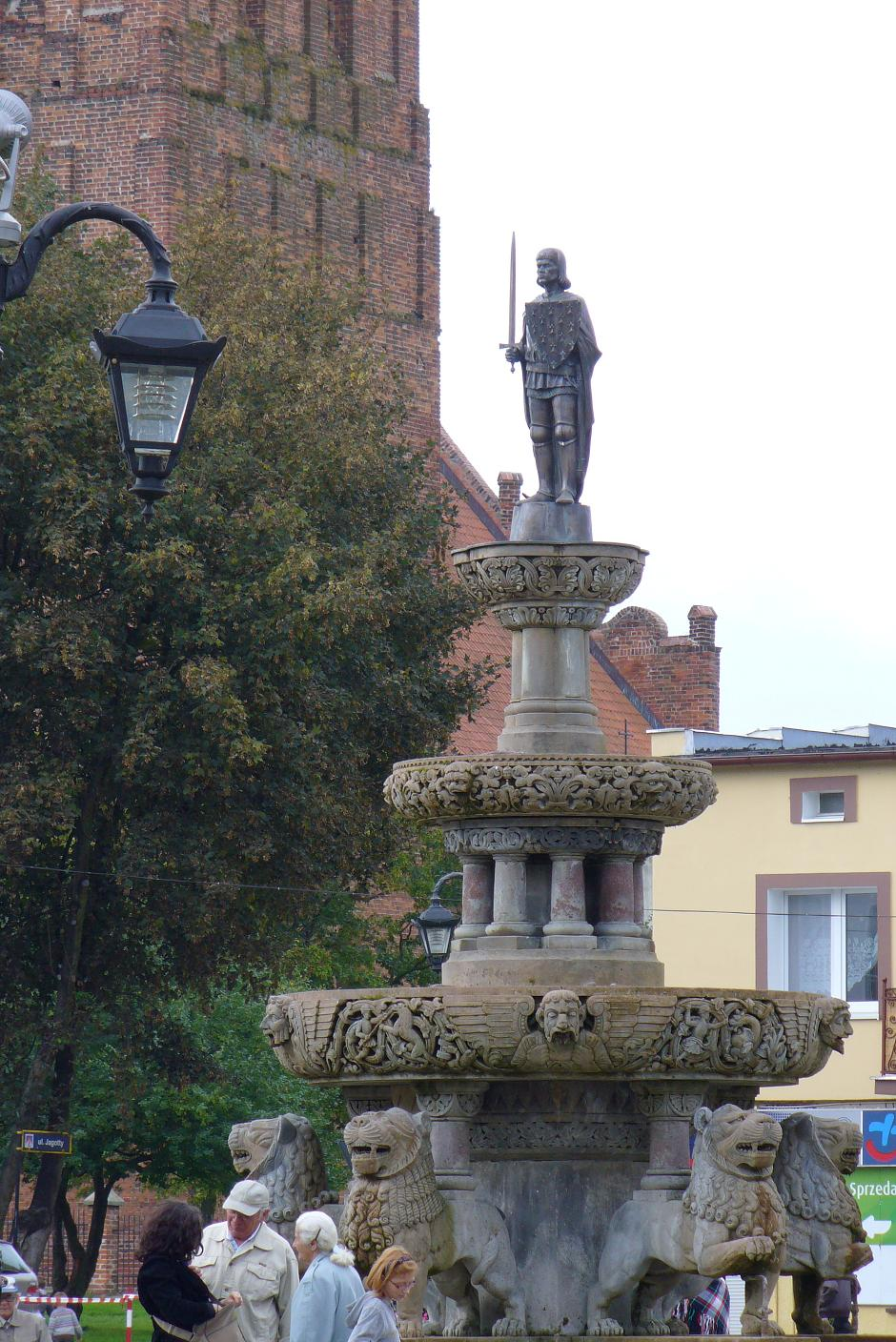
Rolandfigur auf dem Rolandbrunnen, heute in Prabuty (Riesenburg), Polen

Werner-Schwarzburg, Sohn eines Bauern, arbeitete nach einer Holzbildbauerlehre, die er in Stadtilm absolviert hatte, einige Zeit als Lehrling und Geselle. 1876 schickte ihn sein Vater für zwei Jahre in die Modellier- und Holzschnittklasse der Nürnberger Kunstgewerbeschule. Anschließend arbeitete er etwa acht Jahre in verschiedenen Werkstätten in Leipzig, Nürnberg und Wernigerode, ehe er von 1885 bis 1890 die Kunstakademie Berlin besuchte, wo er Schüler im Meisteratelier des Bildhauers Fritz Schaper wurde. Ab 1895 war er Mitglied des Vereins Berliner Künstler. Von 1899 bis 1911 unterrichtete er als Professor für Bildhauerei an der Königliche Kunst- und Gewerbeakademie in Breslau. Zeitweise amtierte er als Vorsitzender des Breslauer Künstlervereins.
Schüler von Werner-Schwarzburg waren Robert Bednorz, Martin Müller, Thomas Myrtek und Gotthold Riegelmann.

## Werke (Auswahl)

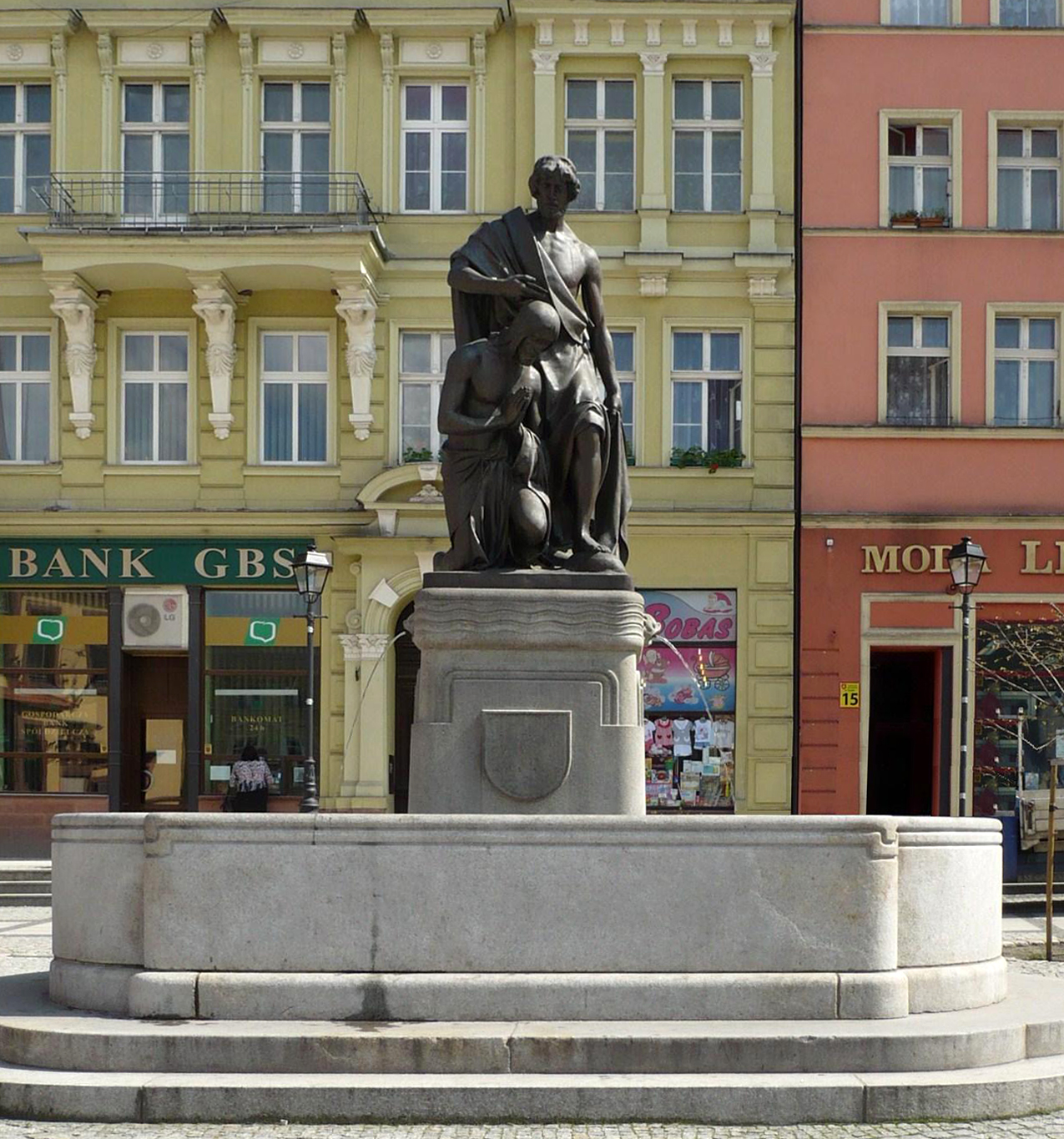
Marktbrunnen mit den Figuren von Johannes dem Täufer und Jesus auf dem Marktplatz von Nowa Ruda (Neurode), Polen

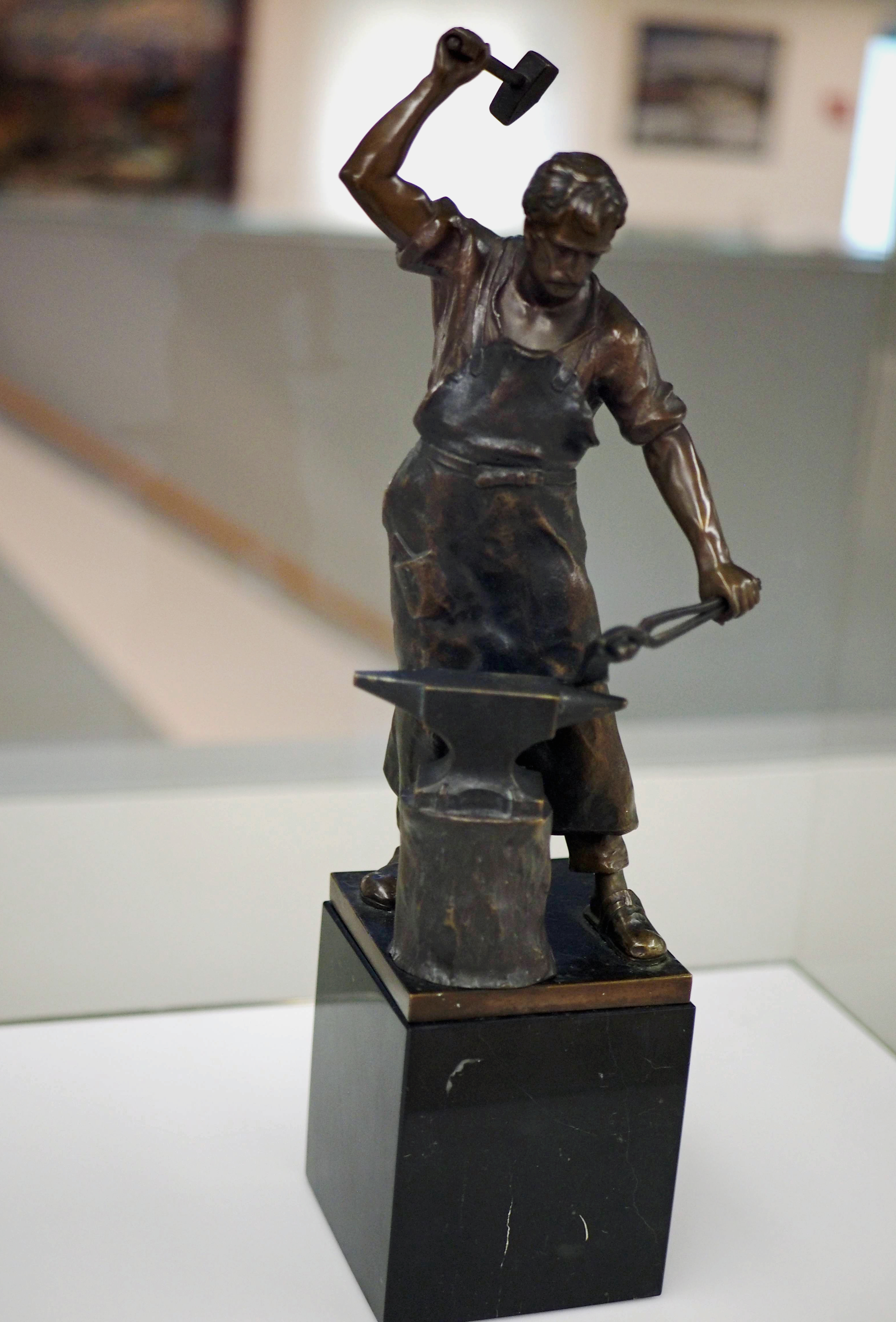
Der Schmied, Schlesisches Museum Görlitz

- Rolandfigur des Rolandbrunnens am Romanischen Haus, Berlin, 1896/1898,[3] 1928 abgebaut und transloziert nach Riesenburg (Provinz Westpreußen), heute Prabuty, Polen
- Reliefs für die Kaiser-Wilhelm-Gedächtniskirche in Berlin-Charlottenburg[4]
- Altar- und Kanzelfiguren der St.-Moritz-Kirche in Zwickau[5]
- Der Schmied, Bronzefigur, um 1901–1904, im Schlesischen Museum Görlitz
- Der Kunstgießer, Bronzefigur, um 1919 im Schlesischen Museum Görlitz
- Marktbrunnen mit der Figuren von Johannes dem Täufer und Jesus, Neurode, heute Polen, 1909